# غداء

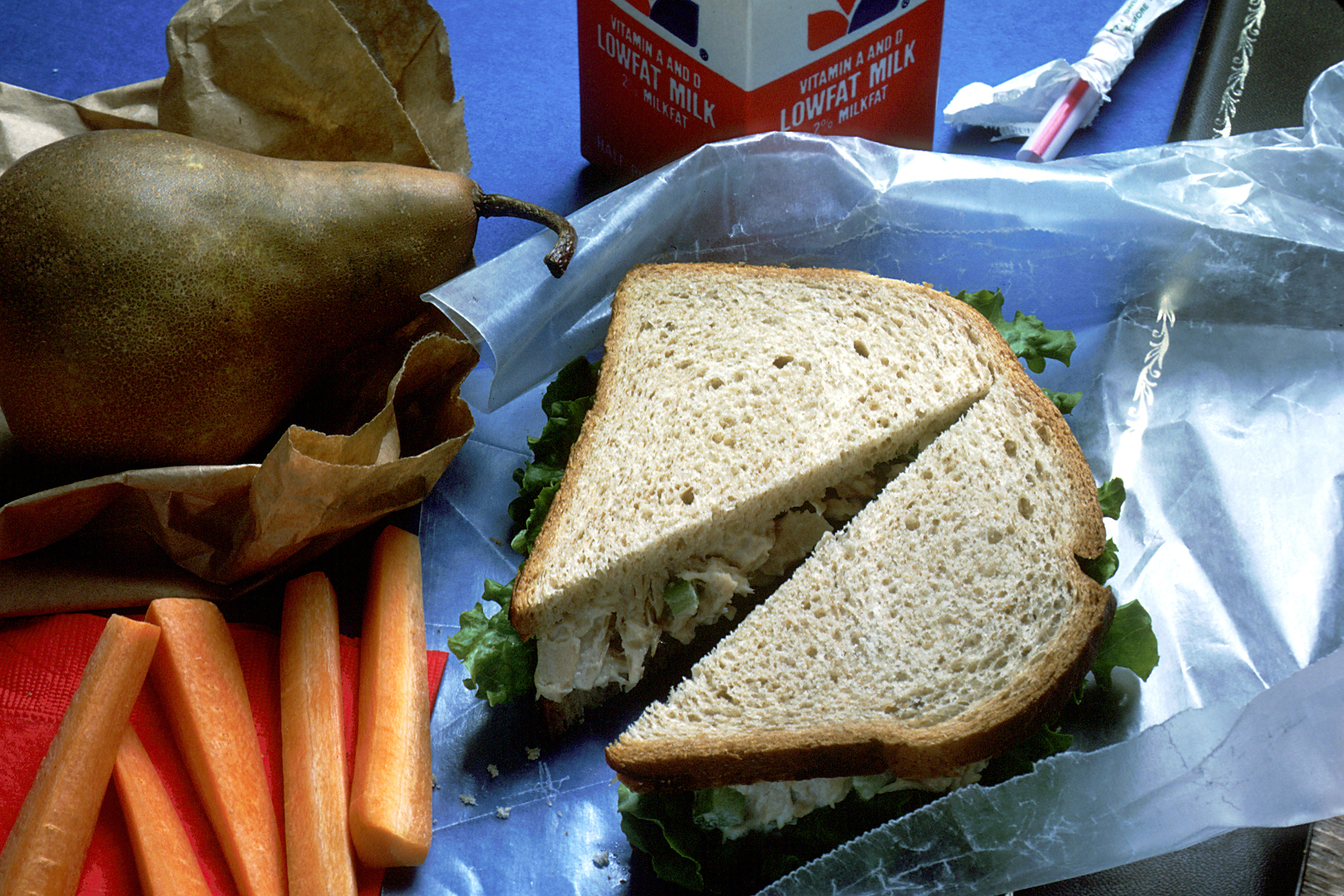
وجبة منتصف اليوم النموذجية في الولايات المتحدة

الغَدَاء هو ما يأكله الناس عادة في مناطق الجزيرة العربية وجنوبها ما بعد صلاة الظهر، وهي الوجبة الثانية في اليوم، وتعتبر من أدسم الوجبات وأكثرها كماً، ويركز عليها الناس بشكل كبير لدرجة أن بعض الناس لا يفطرون ولا يتناولون وجبة العشاء؛ لأنهم فقط يتناولون وجبة الغداء.
وفي باقي مناطق العالم فيختلف زمن الغداء فيكون في أفريقيا بعد صلاة العصر وهكذا.
هذا التعريف معاصر أما العرب فكانت تطلق كلمة الغداء على الأكل وقت الإداوة وهو بعد طلوع الشمس مباشرة.

## أهمية وجبة الغداء
رغم أن الكثير من خبراء التغذية يؤكدون على أهمية وفوائد الإفطار، إلا أن وجبة الغداء أيضاً لا تقل عنها أهمية للحفاظ على رشاقة الجسم وإنتاجيته، ومن أهم فوائد وجبة الغداء:
1. عدم الإفراط في الطعام:
تساعد وجبة الغداء على عدم الإفراط في الطعام عموما، لاسيما إذا تناولها الشخص بعد 4 ساعات من وجبة الإفطار، وسبقتها وجبة خفيفة من ثمرة فاكهة أو خضروات.
2. التغلب على إرهاق بعد الظهيرة:
مواصلة حركة النشاط بعد الظهيرة من أهم فوائد وجبة الغداء، فرغم أن الكثيرين يميلون إلى القيلولة بعد الغداء، إلا أن الكثيرين لا يملكون الوقت الكافي للنوم بعد الظهر، ويكونوا مطالبين باستمرار العمل، وتساعد وجبة الغداء المتوازنة على مواصلة العمل بكفاءة.
حيث يفشل الجسم في العمل جيدا بدون سعرات حرارية كافية، لذا فوجبة الغداء تمنح الجسم الطاقة الكافية للتغلب على الإرهاق الذهني والتعب، والتمتع بباقي اليوم بكفاءة دون الرغبة في النعاس.
3. النوم الجيد ليلا:
إذا حصل المرء على وجبة غداء جيدة ومتوازنة، فهذا يعني أنه لن يشعر بالإرهاق في منتصف النهار، وبالتالي لن يحتاج إلى الحصول على القيلولة ويُكمل عمله بنشاط طوال اليوم، ومن ثم يشعر بالنعاس مساءً فيستطيع أن ينام مبكرا فيحصل على ساعات نوم ليلية أكثر، مما يزيد من طاقته وحيويته.
4. زيادة التمثيل الغذائي:
يحتاج الجسم إلى الاستمرار في الحصول على الغذاء لكي يزيد من الحرق، ولكن هذا الغذاء يجب أن يكون متوازنا وفي مواعيد متقاربة، لذا فإن تناول وجبة الغداء تمنح الجسم المزيد من العناصر لحرقها، وبالتالي الحفاظ على الطاقة والتمثيل الغذائي طوال اليوم، مما يقلل من مخاطر التعرض إلى زيادة الوزن.
5. تحسين الحالة المزاجية:
من فوائد وجبة الغداء قدرتها على تحسين الحالة المزاجية خصوصا بعد ساعات العمل المرهقة، حيث يحدث انخفاض في مستويات السكر في الدم مما يؤدي إلى الشعور بتغير المزاج، لكن الغداء يضبط مستويات السكر حتى المساء، مما يمنع من تناول وجبة عشاء دسمة، والاكتفاء بوجبة خفيفة، بالإضافة إلى التعامل مع مشاكل العمل بقية اليوم بكفاءة وتجديد النشاط.
6. تجنب العشاء من فوائد وجبة الغداء:
حذّر الكثير من خبراء التغذية (رغم أهمية وجبة العشاء) من خطورة وجبة العشاء الدسمة على الصحة وزيادة الوزن، وأكدوا ضرورة أن تكون آخر وجبة يتناولها الفرد قبل النوم بـ3 ساعات على الأقل، وهذا تساعد عليه وجبة الغداء، إذ تمد الجسم بالبروتين والكربوهيدرات الضرورية، فلا يحتاج الجسم إلى عناصر غذائية ثقيلة عند حلول المساء، بل يمكنه وقتها الاكتفاء بثمرة فاكهة وكوب من الزبادي، حيث أنه حصل بالفعل على ما يريده من وجبة الغداء.
7. إنقاص الوزن:
يعتقد الكثيرون ممن يريدون إنقاص الوزن أن تخطي وجبة الغداء يمكن أن يساعدهم في خسارة كيلوغرامات من وزنهم، لكن ما يحدث هو العكس، حيث أن وجبة الغداء تزيد من قدرة الجسم على الحرق، خصوصا إذا احتوت على البروتين والخضراوات، وأشارت الكثير من الدراسات أن من يتجاهلون وجبة الغداء يزيد وزنهم عن المعتاد، حيث يقلل من التمثيل الغذائي ويجعل الشخص أكثر إقبالا على الطعام في المساء.
8. تحسين الهضم:
تساعد وجبة الغداء على منح الجسم الفرصة للهضم الجيد، حيث يكون الجسم تمكن من هضم وجبة الإفطار بعد ساعتين أو 3 من تناولها، ويبدأ في الجوع من جديد، لذا فإن تأجيل الغداء أو تجاهله يجعل الشخص يقبل على الطعام كثيرا في العشاء مما يعيق الهضم الجيد، وخصوصا إذا تناول العشاء قبل النوم مباشرة.
9. المساعدة على تجنب الوجبات غير الصحية:
اقتطاع وقت لوجبة الغداء يمنع الشخص من التفكير في تناول الرقائق المحفوظة والشوكولاتة والحلويات وغيرها من المأكولات غير الصحية، حيث يحصل الجسم على العناصر المتوازنة فلا يفكر في تناول الوجبات غير الصحية، مما يزيد من العناصر الصحية التي تدخل الجسم ويزيد من النشاط طوال اليوم، وتكون صحة الجسم أفضل.
10. تعزيز المناعة:
تعتبر وجبة الغداء من أكثر الوجبات تنوعا، أكثر من الإفطار ومن العشاء، لذا يمكن للجسم من خلالها أن يحصل على كفايته من الكالسيوم والحديد والزنك وغيرها من العناصر التي تساعد على تعزيز المناعة ومقاومة الأمراض، وبالتالي تحسين النشاط.

فوائد وجبة الغداء للأطفال
تزيد أهمية وجبة الغداء للأطفال ربما أكثر من الكبار، حيث يمكن أن يتناولوا شيئا قليلاً في الصباح قبل الذهاب إلى المدرسة، مع صعوبة حصولهم على وجبة خفيفة أثناء اليوم، مع خطورة الاعتماد على الأطعمة المحفوظة مثل البسكويت وغيره.
لذا من الضروري وضع صندوق غداء للطفل يحتوي على بروتين مثل البيض أو اللحم البارد، مع ثمرة فاكهة، وذلك يكون بمثابة غداء مبكر، ثم حين العودة من المدرسة يجب تقديم وجبة غداء متوازنة تحتوي على الكربوهيدرات والبروتين والخضروات لتحفيز نمو الجسم والمخ.